# Hankō seimei bun
Hankō seimei bun (jap. 犯行声明文) – czwarte EP zespołu the GazettE wydane w 2003 roku. Autorem tekstów piosenek jest Ruki, zaś kompozytorem utworów the GazettE.

## Lista utworów
| Nr | Tytuł                                                | Czas |
| -- | ---------------------------------------------------- | ---- |
| 1. | "[DIS]"                                              | 4:17 |
| 2. | "Red MoteL"                                          | 4:09 |
| 3. | "The Murder's TV"                                    | 4:30 |
| 4. | "Kore de yokattan desu..." (これで良かったんです...) | 5:22 |
| 5. | "Hankō seimei bun" (犯行声明文)                      | 0:43 |

## Informacje
- Hankō seimei bun, piąty utwór, to bonus występujący tylko w pierwszym wydaniu albumu.